# Кут, Элис
Элис Кут (англ. Alice Coote, род. 10 мая 1968 года, Фродшем, Чешир, Великобритания) — британская оперная певица, лирическое меццо-сопрано.

## Биография
Элис Кут родилась в 1968 году в графстве Чешир, в семье художника Марка Кута. Училась в Гилдхоллской школе музыки и драмы в Лондоне, но не окончила её. Продолжила образование в 1995—96 годах Королевском Северном колледже музыки в Манчестере, где познакомилась с Джанет Бейкер и Бриджит Фассбендер. В 1995—1996 годах училась в студии Национальной оперы. В 2001—2003 годах участвовала в проекте Радио 3 BBC New Generation Artist. Принимала участие в вокальных конкурсах, получила премии Б. Фассбендер и Кэтлин Ферриер за исполнение песенной программы. Элис Кут поёт как оперный репертуар, в особенности «брючные роли», так и классическую музыку, часто выступает с пианистом Джулиусом Дрейком в камерных концертах. Постоянная приглашённая солистка фестиваля Би-би-си Промт.
Кут — заметный интерпретатор музыки Генделя. Исполняет и произведения современных авторов, в частности, оперу Доминика Ардженто «Из дневника Вирджинии Вульф», содержащую элементы атональной музыки; первой исполнительницей этой партии была Дженет Бейкер. Специально для Кут Джудит Уир написала цикл песен «Голос желания» (The Voice of Desire).
Элис Кут выступала на оперных сценах в Англии, в Метрополитен опера (Гензель в опере «Гензель и Гретель» Хумпердинка), в Сан-Франциско в 2002 году (Руджеро в оратории Генделя «Альцина») и в 2008 году (Идамант в опере Моцарта «Идоменей»). В 2009 исполнила партию Маффио Орсини в опере Доницетти «Лукреция Борджиа» в Баварской государственной опере. В 2011 году сыграла Принца Шармана («Золушка» Массне) в Ковент-Гарден. В 2013 году в Метрополитен-опера пела Секста («Юлий Цезарь» Генделя). В репертуаре певицы оперы Глюка, Монтеверди, Штрауса, Форе. Камерный репертуар включает произведения Шуберта, Шумана, Малера, Берлиоза.

## Некоторые записи

### Аудио
- Гендель: Оратория «Выбор Геркулеса» (Hyperion, 2002)
- Элгар: Оратория «Сон Геронтия» (студия Hall, 2009)
- Р. Штраус: «Ариадна на Наксосе»: Композитор (Chandos, 2010)
- Сборник произведений Малера (EMI, 2010)
- Брамс: Рапсодия для альта (Tudor, 2010)
- Монтеверди: «Орфей» (Virgin Classics, 2011)
- «The Power of Love», сборник английских песен (Hyperion, 2012)
- Шуберт: «Зимний путь» (Wigmore Hall Live, 2013)

### Видео
- Гендель, «Альцина»; Кут, Эббекке, Наглестад, Ромеи, Шнайдерман, Смит — Штутгартская опера, дирижёр Хакер, режиссёр Морабито (Arthaus Musik, 2002)
- Доницетти, «Лукреция Борджиа»: Бреслик, Кут, Груберова, Хьюмс, Вассало — Баварская государственная опера, дирижёр де Бийи, режиссёр Лой (Medici Arts, 2007—2009)
- Хумпердинк, «Гензель и Гретель»: Кут, Хелд, Лангридж, Плоурайт, Шефер — Метрополитен-опера, дирижёр Юровский, режиссёр Джонс (EMI, 2008)
- Монтеверди, «Коронация Поппеи»: Аблингер-Сперранке, Арне, Батталья, Кут, Дэвис, Фрестон, Михаи, Мамфорд, де Нис, Висс, Йончева — Оркестр Века Просвещения, дирижёр Айм, режиссёр Карсен (Decca, 2009)
- Гендель, Оратория «Мессия»: Клейтон, Кут, Роуз, Тынян — Академия старинной музыки, Кембридж, дирижёр Клеобьюри (EMI, 2009)
- Массне, «Золушка»: Кут, Дидонато, Гутьеррес, Лафон, Пирар, Подлещ, Рюютель, Уайт — Королевский оперный театр Ковент-Гарден, дирижёр де Бийи, режиссёр Пелли (Virgin Classics, 2012)